# Teresa Leitão
Maria Teresa Leitão de Melo, ou surnommée Teresa Leitão, née le 7 octobre 1951 à Recife, est un enseignante, syndicaliste et femme politique brésilienne. Elle est sénatrice fédérale depuis le 1er février 2023. 
Membre du Parti des travailleurs depuis 2000, elle est députée d'État de Pernambouc entre 2003 et 2023. En octobre 2022, elle est élue sénatrice fédérale, devenant la première femme élue de l'État de Pernambouc.

## Biographie

### Études et dirigeante syndicale dans l'enseignement
Teresa Leitão est née le 7 octobre 1951 à Recife. Elle est diplômée de pédagogie de l'université catholique de Pernambouc (pt) en 1975. Elle débute son parcours professionnel dans l'éducation publique. 
Elle s'implique et rejoint le mouvement syndical éducatif en 1984 en tant que directrice de l'Association des conseillers d'orientation pédagogique de Pernambouc. En 1993, elle est élue présidente du Syndicat des travailleurs de l'éducation de Pernambouc (Sintepe).

#### Élue députée d'État de Pernambouc et sénatrice
En 2000, elle rejoint le Parti des travailleurs. Deux ans plus tard, en 2002, elle participe à sa première élection et est élue députée d'État de Pernambouc avec 23 104 voix. Elle est successivement réélue en 2006 avec 37 405 voix, en 2010 avec 39 445 voix et en 2018 avec 31 530 voix. À l'Assemblée d'État, elle a présidée la commission de l'Éducation et de la Culture.
En octobre 2016, elle est candidate à la mairie d'Olinda avec le PT. À l'issue du 1er tour, elle termine à la cinquième place et obtient 11 800 voix.
Lors des élections d'octobre 2022, Teresa Leitão est élue sénatrice avec 2 millions de voix. Elle est la première femme élue sénatrice de Pernambouc. 